# Velký Týnec
Velký Týnec (Hanna-dialect: Ténec en Duits: Groß Teinitz) is een Moravische gemeente in de Tsjechische regio Olomouc, en maakt deel uit van het district Olomouc. Velký Týnec telt 3157 inwoners (2023). Naast het dorp Velký Týnec zelf liggen ook de dorpen Čechovice en Vsisko binnen de gemeentegrenzen. Een bezienswaardigheid binnen de gemeente is het slot Velký Týnec. De gemeente neemt deel aan het samenwerkingsverband Mikroregion Olomoucko.

## Geschiedenis
- 1207 – De eerste schriftelijke vermelding van de gemeente.[1]

## Aanliggende gemeenten
| Aangrenzende gemeenten | Aangrenzende gemeenten | Aangrenzende gemeenten | Aangrenzende gemeenten | Aangrenzende gemeenten |
| ---------------------- | ---------------------- | ---------------------- | ---------------------- | ---------------------- |
| Olomouc                |                        | Velká Bystřice         |                        | Svésedlice             |
|                        |                        |                        |                        |                        |
| Kožušany-Tážaly        | Tršice                 |                        |                        |                        |
|                        |                        |                        |                        |                        |
| Grygov                 |                        | Krčmaň, Čelechovice    |                        | Suchonice              |